# Kuwanina obscurata
Kuwanina obscurata är en insektsart som först beskrevs av William Miles Maskell 1896.  Kuwanina obscurata ingår i släktet Kuwanina och familjen filtsköldlöss. Inga underarter finns listade i Catalogue of Life.